# Lautaro López
José Lautaro López Bruno (Provincia de Buenos Aires, 24 de abril de 2002) conocido simplemente como Lautaro López, es un cantante y compositor argentino de pop, rock, reguetón y trap.

## Biografía

### Primeros años e inicios
López nació el 24 de abril de 2002 en la Provincia de Buenos Aires. Desde su infancia empezó a interesarse por la música, componiendo melodías en diferentes instrumentos y escribiendo poesía. En su niñez se trasladó con sus padres a Paraguay, país donde vivió durante algunos años. En 2018 incursionó en el género conocido como Trap Sad, una variación del Trap cuyos máximos exponentes son XXXTentacion, Juice Wrld y Lil Peep.

### Carrera
En agosto de 2018 publicó su primer sencillo en la plataforma YouTube, titulado «Te Perdí». La canción, interpretada a dúo con el artista proveniente de Morón, Nissa, alcanzó el millón y medio de visualizaciones en la mencionada plataforma y superó el millón de reproducciones en Spotify. El lanzamiento llamó la atención de la productora FIM Records —por la que han pasado músicos como Paulo Londra, Lit Killah y Cazzu—, que lo incluyó en su catálogo de artistas.
En mayo de 2019 el rémix de «Te perdí» le permitió ser por primera vez tendencia de YouTube Argentina. En diciembre del mismo año logró superar nuevamente el millón de reproducciones en la plataforma con el rémix de la canción «Quisiera», en la que contó con la colaboración de Nissa, Ale Zurita, Uve Sad y Valentín Reigada.
En junio de 2020 estrenó el sencillo «Siento» en colaboración con Lil Cake y Brunenger, convirtiéndose en tendencia número uno a nivel nacional en YouTube y superando en la actualidad las cuatro millones de reproducciones en YouTube y Spotify. Un mes después publicó su primer Extended Play, titulado Cuánto valgo. En agosto registró una colaboración con el DJ Fer Palacio en el sencillo «Loco Amorx» y finalizando el año logró de nuevo ubicarse en la máxima posición de tendencias en su país y en la séptima a nivel mundial con «Odio Amarte», interpretada a dúo con el músico cordobés Luck Ra. El sencillo logró posicionarse en la lista de éxitos Top 100 Songs en Argentina, escalando hasta la decimocuarta posición el 24 de diciembre de 2020.
En mayo de 2021 obtuvo el galardón al mejor artista musical del año otorgado por la plataforma Latin Plug en ternas que incluían figuras destacadas del arte y entretenimiento tales como L-Gante, Romina Malaspina, Stuart, entre otros. En agosto de ese mismo año estrenó su primera colaboración junto a Seven Kayne titulada «Lo 100to», la misma superaría el millón de reproducciones en las plataformas de YouTube y Spotify.Además, finalizaría el año estrenando su primer MixTape titulado Broken Rockstar. 
En enero de 2022 estrenó «Como Si Na», su primera colaboración junto a la artista Yami Safdie de la discográfica Warner Music.En marzo lanzó el remix de «Qué Somos» junto a Luck Ra y Seven Kayne y la canción rápidamente se convirtió en tendencia de las plataformas de música en Argentina.

### Actualidad
En 2023, López se presentó en diversos festivales, dentro de los cuales se destacan el Festival Urbano en Niceto Club y La Argentina Game Show frente a más de 120 mil asistentes en Costa Salguero. En enero formó parte del remix de «Será Mi Culpa» de la artista LUANA, junto a  Luck Ra y Seven Kayne.El 26 de noviembre de ese mismo año estrenó su primer álbum de estudio titulado Lejos De Casa.Este último narra el proceso de sentimientos y emociones que ha atravesado durante su crecimiento artístico. El álbum cuenta con 6 tracks en solitario y 5 colaboraciones junto a artistas de renombre como: Asan, Yami Safdie, LUANA, Panther y Tobi. El anuncio de su lanzamiento fue acompañado junto al anuncio de su presentación en vivo en la emblemática sala bonaerense La Trastienda. 
En enero de 2024, participó junto a Luisa en la canción «PARA AMARTE A TI (TT VERSION)» que forma parte del formato Deluxe del álbum SEROTONINA del artista argentino Khea. Posteriormente, en mayo, estrenó un nuevo sencillo junto a Seven Kayne titulado «Don't Let Me Go», el mismo fue nominado a Mejor Video Urbano en el marco de los Video Prisma Awards 2024, donde Lautaro López fue uno de los artistas que se presentó con un show en vivo en el Complejo C Art Media.

## Discografía

### Álbumes y Extended Plays
| Año  | Título          | Notas |
| ---- | --------------- | ----- |
| 2020 | Cuánto Valgo    |       |
| 2021 | Broken Rockstar |       |
| 2023 | Lejos De Casa   |       |

### Sencillos
| Año  | Título                           | Notas                                   |
| ---- | -------------------------------- | --------------------------------------- |
| 2018 | «Te perdí»                       | Con Nissa                               |
| 2018 | «Quisiera»                       | Con Nissa                               |
| 2018 | «Sad Boy»                        |                                         |
| 2019 | «Te perdí» remix                 | Con Nissa                               |
|      | «No Era Real»                    | Con Orzusv y Mosse Dice                 |
|      | «Ya no»                          | Con Nissa                               |
|      | «Sola»                           | Con Joaqo y Valentín Reigada            |
|      | «Sueño»                          |                                         |
|      | «A veces»                        |                                         |
|      | «Huyendo»                        | Con Wuk, Lickdmk y Nissa                |
|      | «Quisiera» remix                 | Con Ale Zurita, Nissa y Uve Sad         |
|      | «Mírame»                         | Con Valentín Reigada y Nissa            |
|      | «Lo Lamento»                     | Con Franco Saulle y Valentín Reigada    |
|      | «No Puedo Olvidar»               |                                         |
|      | «Sueño»                          |                                         |
| 2020 | «27 CLUB»                        | Con Nissa                               |
| 2020 | «Siento»                         | Con Lil Cake y Brunenger                |
| 2020 | «Hace tiempo»                    | Con Valentín Reigada y Nissa            |
| 2020 | «Relapse»                        | Con R3set                               |
| 2020 | «Demonios»                       | Con Nissa                               |
| 2020 | «Tú»                             | Con Nissa                               |
| 2020 | «Realidad»                       | Con Phontana                            |
| 2020 | «Lady Remix»                     | Con Nahuel Virus                        |
| 2020 | «Te quería»                      |                                         |
| 2020 | «Loco Amorx»                     | Con Fer Palacio                         |
| 2020 | «Mi Crew»                        | Con Dj Telmogo y Jay OC                 |
| 2020 | «La Nave #2»                     | Con Matute Sureda                       |
| 2020 | «Como antes»                     |                                         |
| 2020 | «Pensándote»                     |                                         |
| 2020 | «Flashes»                        |                                         |
| 2020 | «Odio amarte»                    | Con Federico Iván                       |
| 2020 | «Odio amarte»                    | Con Luck Ra                             |
| 2020 | «Odio amarte» (versión acústica) |                                         |
| 2021 | «Solo Dime»                      |                                         |
| 2021 | «Actriz»                         | Con Federico Iván                       |
| 2021 | «Ayer»                           | Con ELIZALDE                            |
| 2021 | «Lo 100To»                       | Con Seven Kayne                         |
| 2021 | «No Perdamos El Tiempo Remix»    | Con Klave, Nissa, Kodigo, AYWA y Rhino  |
| 2021 | «Sigo Esperándote»               |                                         |
| 2021 | «Te Olvidaste»                   | Con G Sony, Federico Iván y FIM Records |
| 2021 | «22»                             | Con Eich y AYWA                         |
| 2021 | «Una Canción»                    | Con Matute Sureda y Agxsh               |
| 2021 | «Bésame»                         | Con Tygas y Chegga                      |
| 2022 | «Como Si Na»                     | Con Yami Safdie                         |
| 2022 | «Lejos De Tí»                    | Con Federico Iván y Phontana            |
| 2022 | «Me Amarás Remix»                | Con Nissa, Federico Iván y Phontana     |
| 2022 | «Qué Somos Remix»                | Con Luck Ra y Seven Kayne               |
| 2022 | «No Me Lo Pones Fácil»           | Con Ciano y Nissa                       |
| 2022 | «Cuantas Veces»                  |                                         |
| 2022 | «Entiéndelo»                     |                                         |
| 2022 | «Más De Una Vez»                 | Con Matt Austin                         |
| 2022 | «Curriculum Completo»            | Con Clara Cava                          |
| 2022 | «Como Yo Te Veo»                 |                                         |
| 2022 | «Espérame»                       | Con Krom                                |
| 2022 | «Inestable»                      | Con G Sony y Federico Iván              |
| 2023 | «Perdón Mamá, Perdón Papá»       |                                         |
| 2023 | «Humo Blanco»                    | Con Tobi                                |
| 2023 | «Será Mi Culpa Remix»            | Con Luana, Seven Kayne y Luck Ra        |
| 2023 | «Inmaduros»                      | Con Yami Safdie                         |
| 2023 | «Otro Verano»                    | Con Asan                                |
| 2024 | «PARA AMARTE A TI (TT VERSION)»  | Con Khea y Luisa                        |
| 2024 | «Decisión»                       | Con Midel                               |
| 2024 | «Garota»                         | Con Dyan                                |
| 2024 | «Toxic»                          | Con Nahe                                |
| 2024 | «Foto»                           | Con Asan y Un Verano                    |
| 2024 | «Don't Let Me Go»                | Con Seven Kayne                         |
| 2024 | «Número desconocido»             | Con Juli Martorell                      |
| 2024 | «Puntos Claves»                  | Con Federico Iván y Lisan Beat          |
| 2025 | «De Cero»                        |                                         |
| 2025 | «Cómo Estás?»                    | Con CLUB HATS y Mozart Muzik            |
| 2025 | «Frágil»                         | Con Federico Iván y Saigo               |

## Premios y reconocimientos
| Año  | Evento             | Categoría                     | Resultado | Ref.          |
| ---- | ------------------ | ----------------------------- | --------- | ------------- |
| 2021 | Premios Latin Plug | Mejor artista musical del año | Ganador   | [ 35 ] [ 36 ] |
| 2024 | Premios BAMV Fest  | Mejor Video Urbano            | Nominado  | [ 37 ]        |